# 蟲紋絨冠躄魚
蟲紋絨冠躄魚是輻鰭魚綱鮟鱇目躄魚亞目躄魚科的其中一種，為熱帶海水魚，分布於印度西太平洋區，從菲律賓至澳洲西部及北部海域，棲息深度2-52公尺，體長可達14.7公分，棲息在沿岸岩礁區海域，屬肉食性，生活習性不明。

## 扩展阅读
維基物種上的相關：蟲紋絨冠躄魚